# Leptotarsus (Longurio) flagellatus
Leptotarsus (Longurio) flagellatus is een tweevleugelige uit de familie langpootmuggen (Tipulidae). De soort komt voor in het Afrotropisch gebied.